# Agnieszka Balewska
Agnieszka Balewska znana też jako Dr Agi Bali i Agille Bagille (ur. 1967) – polska malarka, publicystka i animatorka kultury mieszkająca w Poznaniu. Zajmowała się m.in. performance'em dźwiękowo-motorycznym, rysunkiem, grafiką komputerową, malarstwem, sztuką obiektu i przestrzeni, a ostatnio głównie "autorskim recyklingiem" rozmaitych przedmiotów odrzuconych przez innych, malowaniem na nietypowych podłożach (styropian, miękkie parawany, okna - szkła itd.), a dodatkowo performance'em dźwiękowo-słuchowym.

## Życiorys
Studiowała w Państwowej Wyższej Szkole Sztuk Plastycznych w Poznaniu (obecnie Uniwersytet Artystyczny). Uzyskała dyplom z wyróżnieniem w 1993 (z malarstwa u prof. Jerzego Kałuckiego i z rysunku u prof. Jarosława Kozłowskiego) oraz z teorii u prof. Jerzego Ludwińskiego.
W 2002 uzyskała stopień doktora nauk humanistycznych (w zakresie nauk o poznaniu i komunikacji) w Instytucie Kulturoznawstwa Uniwersytetu im. Adama Mickiewicza (UAM) w Poznaniu, za pracę pt. "Metonimia i metafora wobec artystycznego  fenomenu sztuki obiektu" (pod kierunkiem prof. Anny Zeidler-Janiszewskiej, wydana w Paryżu w 2005 r.). W latach 2000–2003 prowadziła wykłady w Instytucie Kulturoznawstwa UAM oraz w Akademii Sztuk Pięknych w Poznaniu. Brała również udział w XIV Kongresie Estetycznym w 1998 r. w Lublanie (Słowenia) oraz w 2001 r. w XV Kongresie Estetycznym w Tokio (Japonia).

## Wystawy i wyróżnienia
Zrealizowała przeszło 30 wystaw zbiorowych i około 50 wystaw indywidualnych w kraju i za granicą (m.in. Poznań, Warszawa, Łódź, Kraków, Szczecin, Gdańsk, Frankfurt nad Odrą, Bonn, Hanower, Londyn, Nottingham, Tokio, Bruksela).
W 1995 r. nagrodzona Stypendium dla Młodych Twórców przez Kapitułę Wydziału Kultury i Sztuki w Poznaniu. W 2000 r. otrzymała Medal Młodej Sztuki, przyznany przez Kapitułę „Głosu Wielkopolskiego". W tym samym roku, jako jedyna artystka z Poznania, została zaproszona na ogólnopolską wystawę "Najgroźniejsze Pędzle" (najlepszych malarzy młodego pokolenia) w Królikarni w Warszawie. 
W 2004 r. została stypendystką Ministra Kultury. W 2007 r. uzyskała roczne stypendium Marszałka Wielkopolski. W latach 2010 i 2014 otrzymała stypendia Ministerstwa Kultury i Dziedzictwa Narodowego RP.
W 2024 r. prace Agnieszki Balewskiej oraz pozostałych członków jej grupy artystycznej Lagunart zaprezentowano na wystawie pt. "Rozdroża Lagunartu" w Galerii Miejskiej Arsenał w Poznaniu.

## Działalność publicystyczna
Ważnym elementem działalności Agnieszki Balewskiej była i jest promocja sztuki innych artystów oraz krytyka artystyczna. W latach 2000–2006 była członkiem redakcji czasopisma „Arteon". Wydała łącznie przeszło 40 publikacji w periodykach o sztuce w Polsce i za granicą, a także doktorat „Metonimia i metafora wobec artystycznego fenomenu sztuki obiektu”, książka „Trzy narracje o sztuce” oraz broszury „Formy eidetyczne", „Ludzka choroba czyli wielki szpital świata", „Taniec Daga”, „Dzień Ważnych Form” i tomik wierszy „Pieśni Czarnowłosej" oraz cykl opowiadań metaforycznych - „Myśli z Laguny 2014".

## Galeria, studio artystyczne i grupa Lagunart.pl
Agnieszka Balewska od 1994 r. prowadzi Galerię Werbalną „DUCK-TAK" (początkowo w „Domu Literatury" przy ul. Wronieckiej, teraz na Osiedlu Pod Lipami w Poznaniu). Prezentuje w niej sztukę współczesną szczególnych osobowości artystycznych, pisząc do każdej ekspozycji tekst analityczny, odczytywany na wernisażach oraz publikowany w Internecie .
W 2001 r. stworzyła Studio Artystyczne i Naukowe „DUCK-ART", prowadząc działalność edukacyjną z zakresu praktyki i teorii artystycznej. Była również inicjatorem Stowarzyszenia Twórczego „DUCK-ATTACK", aktywnego w latach 2006-2013. Po rozwiązaniu tego stowarzyszenia, reanimowała część twórczej grupy artystów i humanistów w grupie Lagunart.pl i utworzyła Galerię Artystyczną Lagunart&ducky, która stała się ważnym miejscem na mapie kulturalnej Poznania. Jej działalność dokumentują liczne reportaże telewizyjne.  
W 2018 r. za swoją działalność społeczną została nominowana do tytułu wolontariuszki roku przez Wielkopolską Radę Koordynacyjną Związku Organizacji Pozarządowych. W 2021 r. jej Projekt Alfa 2020 zakwalifikował się do  konkursu Inicjatory (na najlepszą poznańską inicjatywę pozarządową).
W 2024 r. wybrane dzieła 12 twórców należących do jej grupy artystycznej pokazano na wystawie pt. "Rozdroża Lagunartu" w prestiżowej galerii sztuki współczesnej w Poznaniu.